# Altopiano della Vigolana
Altopiano della Vigolana (Altopiàn dela Vigolana in dialetto trentino) è un comune italiano sparso di 5 176 abitanti della provincia autonoma di Trento nel Trentino-Alto Adige. La sede municipale si trova a Vigolo Vattaro. Fa parte della Comunità Alta Valsugana e Bersntol.

## Geografia fisica
È situato sull'omonimo altopiano, a pochi chilometri da Trento e dal lago di Caldonazzo.
Il comune conobbe un certo stato di unità come quello odierno nel periodo intercorso tra il 1928 e il 1947 quando, a seguito della campagna di fusioni intrapresa dal regime fascista, le frazioni vennero a trovarsi sotto un unico amministratore, l'allora podestà.

## Storia
Il comune è nato in seguito al referendum popolare del 7 giugno 2015 fra gli elettori degli ex comuni di Bosentino, Centa San Nicolò, Vattaro e Vigolo Vattaro.
I paesi dell'Altopiano sono insediamenti umani antichi, posti sulla strada romana che collega la Valsugana con la Valle dell'Adige. Per questo nel Medioevo i paesi soffrirono più volte per il passaggio di eserciti, a causa dei quali Vigolo Vattaro subì il sacco dei rivoltosi trentini.
I paesi furono, dal 1020 al 1801, sotto l'influenza del principato vescovile di Trento, durante il quale, circa nel periodo medievale, numerosi coloni tedeschi si insediarono nell'area (come a Centa) e tutt'oggi molti cognomi locali evidenziano ancora la presenza dei discendenti di queste popolazioni germaniche.
Nell'ambito della prima guerra mondiale, durante l'offensiva del maggio 1916, la località fu sede del comando d'armata austro-ungarico.
Alla fine della seconda guerra mondiale invece, e precisamente il 4 maggio 1945 i soldati tedeschi in ritirata uccisero 7 partigiani. L'eccidio di Vattaro è ricordato da una lapide posta a Vattaro.

### Simboli
Stemma
In attesa della concessione di un emblema ufficiale il comune utilizza uno stemma «composto dai quattro stemmi dei comuni originari (Bosentino, Centa San Nicolò, Vattaro e Vigolo Vattaro) inseriti in ordine alfabetico a partire dall’alto a sinistra in uno scudo sormontato all’esterno da una corona: "murale di comune" e ornato "a destra una fronda d'alloro fogliata al naturale fruttifera di rosso e a sinistra da una fronda di quercia fogliata e fruttifera al naturale legata da un nodo d'oro".»
Gonfalone
b) Il telo centrale sarà caricato dello stemma comunale munito dei suoi ornamenti sovrastante la
scritta in oro "Comune Altopiano della Vigolana" orizzontalmente disposta su due livelli. Il
drappo sarà bordato e frangiato d'oro come d'oro saranno cordoni e nappe.
c) In basso (richiamando il logo Vigolana del Consorzio Turistico Vigolana) la pennellata verde
scuro rappresenta la vegetazione di mezza montagna mentre la pennellata verde chiara
rappresenta i prati dell’Altopiano, gli stessi prati e la stessa natura che racchiudono i suoi quattro
paesi. Lo sfondo blu, che va dal lago in basso fino al cielo in alto racchiude tutti gli altri elementi
senza imprigionarli (infatti le pennellate escono anche dal contorno blu, a rappresentare
l'apertura anche all'esterno), simbolo di una coerenza di natura e di genti che vivono le diversità
come ricchezza, non in contrapposizione ma in armonia reciproca.
d) L'asta sarà ricoperta da una guaina dai colori argento avvolti a spirale.»

## Monumenti e luoghi d'interesse

### Architetture religiose
- Chiesa di San Nicolò, nella frazione di Centa San Nicolò
- Parrocchiale di Vigolo Vattaro, intitolata a San Giorgio, caratterizzata dal bassorilievo paleocristiano, forse anteriore al VII secolo, raffigurante un albero d'ulivo con uccelli. Tra il 1538 e il 1558 l'edificio venne ricostruito e, eccezion fatta per l'aggiunta di una navata laterale nel 1852, conserva ancora oggi l'aspetto originale. Al fianco dell'altare maggiore, risalente al 1750, è inoltre murata un'epigrafe barocca con lo stemma dei Tabarelli de Fatis, signori del castello che avevano il diritto di patronato della chiesa.[6][7]
- Santuario della Beata Maria Vergine del Feles di Bosentino, dove si narra apparve, all'inizio del XVII secolo, la Vergine Maria.[8][9]
- Chiesa del Redentore, chiesa sconsacrata a Vigolo Vattaro.
- Chiesa di San Rocco a Vigolo Vattaro
- Chiesa di San Rocco a Vattaro

### Architetture militari
- Castello di Vigolo, recentemente restaurato, ha perso il suo carattere medievale a causa della ricostruzione seicentesca: dell'antica cinta muraria rimane solamente una torricella quadrangolare, mentre la struttura è adornata da bifore e monofore cinquecentesche. La struttura sorge in vetta alla panoramica collina e funge da guardia dell'antica strada che collega Vigolo a Bosentino.[10][11]

### Galleria d'immagini

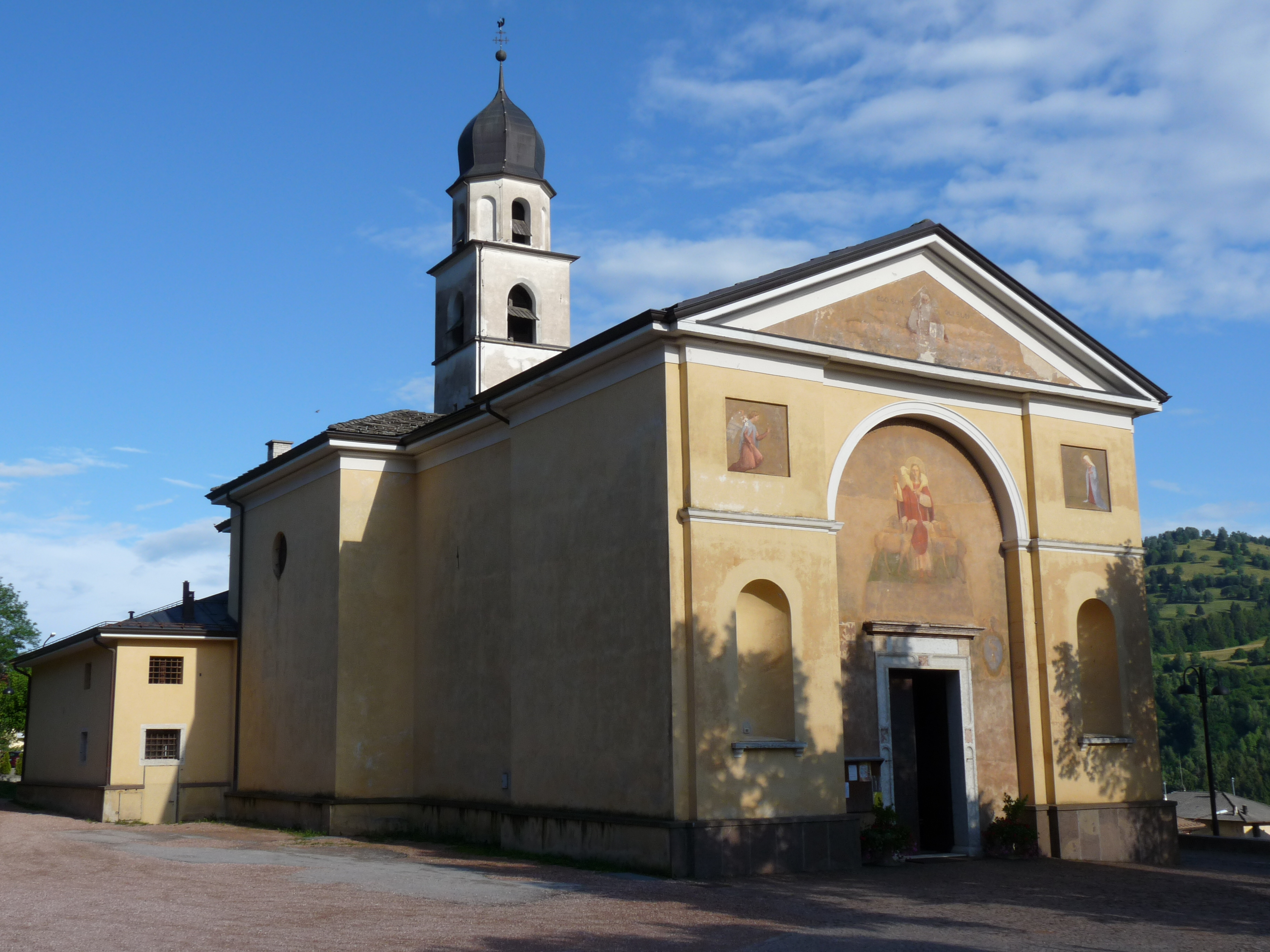
La chiesa di San Giorgio
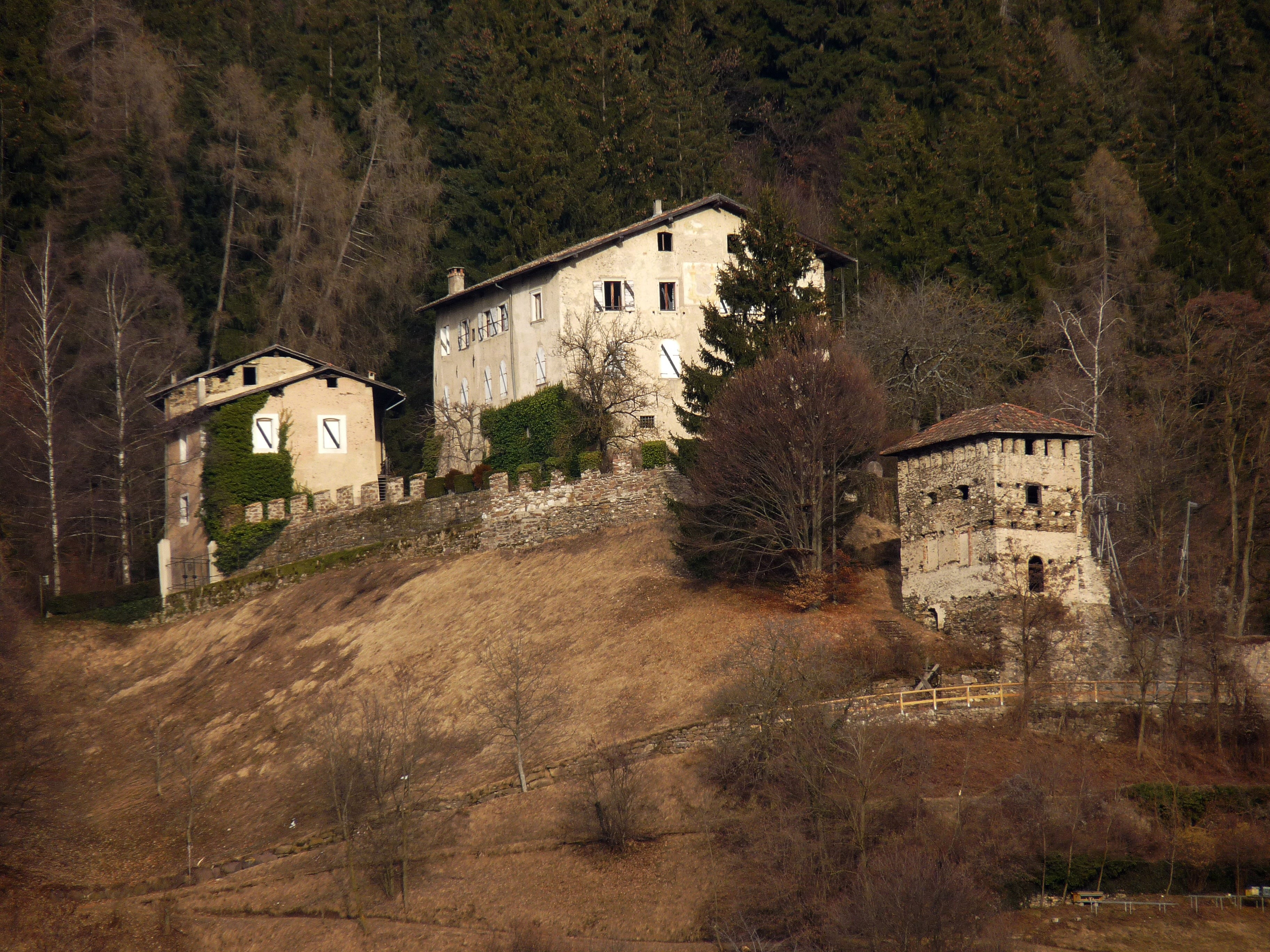
Castel Vigolo
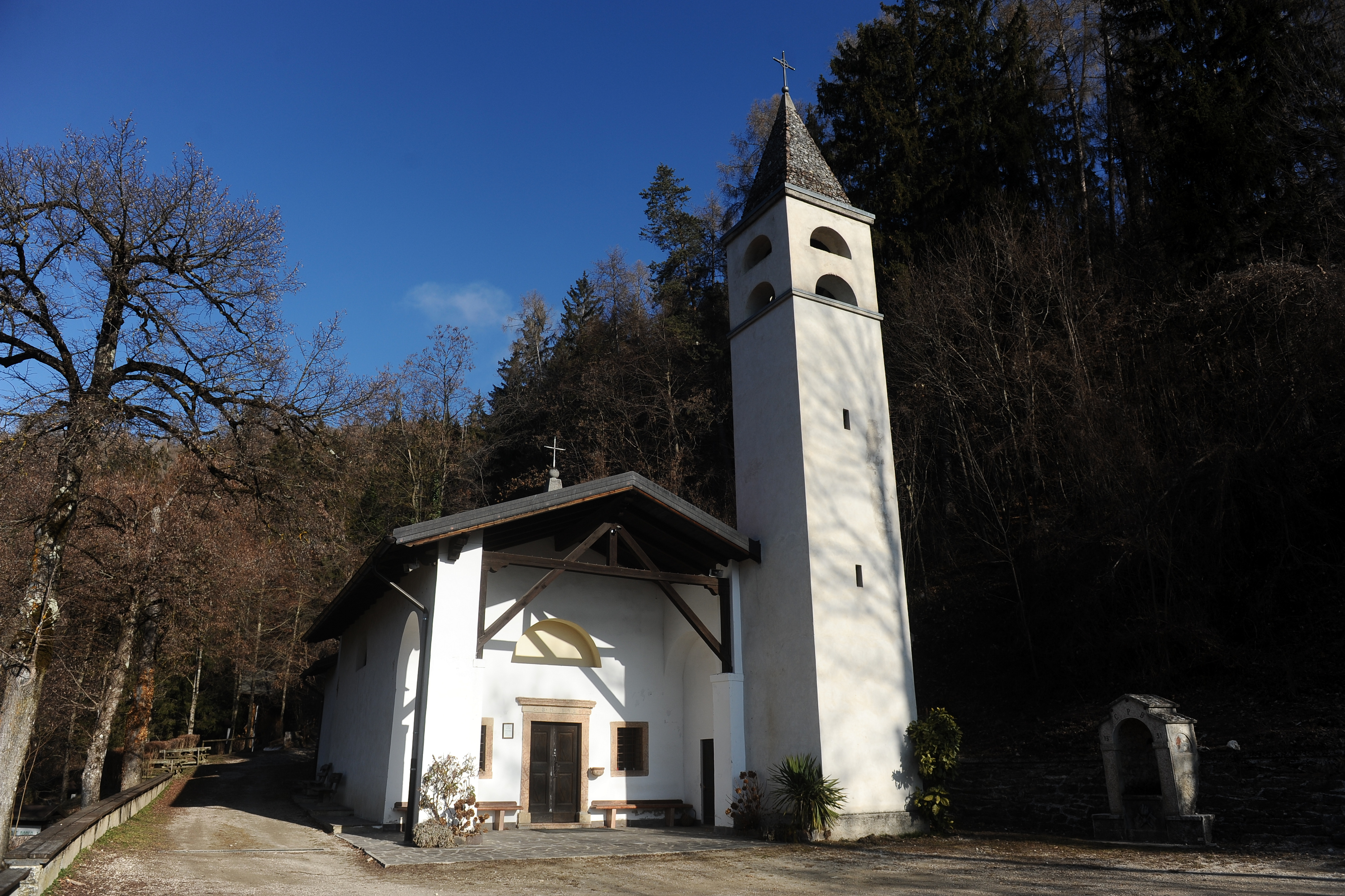
Il santuario del Feles

## Società

### Evoluzione demografica
Abitanti censiti

## Amministrazione
| Periodo          | Periodo        | Primo cittadino | Partito      | Carica                  | Note   |
| ---------------- | -------------- | --------------- | ------------ | ----------------------- | ------ |
| 1º gennaio 2016  | 8 maggio 2016  | Giuseppe Toller |              | Commissario prefettizio | [ 13 ] |
| 9 maggio 2016    | 30 aprile 2019 | David Perazzoli | Lista civica | Sindaco                 | [ 14 ] |
| 18 novembre 2019 | "In carica"    | Paolo Zanlucchi | Lista Civica | Sindaco                 |        |